# Seznam osobností Zlína
Toto je neúplný seznam významných osob, které se ve Zlíně, krajském městě Zlínského kraje, narodily, nebo zde působily.

## Rodáci
- Hynek Vojáček (1825–1916), český hudební skladatel, pedagog a publicista
- František Bartoš (1837–1906), moravský národopisec, folklorista, pedagog a jazykovědec
- Matouš Václavek (1842–1908), český spisovatel
- Antonín Baťa (1844–1905), byl zakladatel obuvnické dynastie Baťů. Podnikatel synergista a švec
- Julie Jaroňková (1845–1945), česká textilní výtvarnice
- Bohumír Jaroněk (1866–1933), český výtvarník a zakladatel Valašského muzea v přírodě
- Alois Jaroněk (1870–1944), moravský výtvarník, jeden ze zakladatelů Valašského muzea v přírodě
- Anna Schieblová (1872–1936), sestra Tomáše Bati
- Antonín Baťa (1874–1908), starší bratr Tomáše Bati a na jeho jméno bylo vystaveno veřejnoprávní oprávnění k provozování živnosti, ze které vznikl koncern Baťa
- Tomáš Baťa (1876–1932), podnikatel, spoluzakladatel obuvnického koncernu (společně se svým starším bratrem Antonínem a sestrou Annou) Baťa
- Karel Stloukal (1887–1957), český archivář, historik, archivář, publicista a redaktor
- František Lydie Gahura (1891–1958), architekt
- Heřman Landsfeld (1899 – 1984), keramik a sběratel lidového uměni
- Vincenc Červinka (1901–1982), československý a česky politik
- Jožka Baťa (1903–1943), zlínský patriot, grafik, výtvarník, spisovatel, vydavatel a sběratel
- Svatopluk Rada (1903–1952), báňský profesionál, tajný agent
- František Klátil (1905–1972), český politik
- Rudolf Asmus (1921–2000), operní zpěvák
- Stanislav Kocourek (1921–1992), československý fotbalista a reprezentant
- Robert Gajdík (1923–1942), jugoslávský partyzán československého původu
- Ilja Prachař (1924–2005), herec
- Rudolf Baťa (1927–2017), hokejový rozhodčí a funkcionář českého fotbalového svazu a Sparty.[1]
- Josef Hrejsemnou (1928–2010), architekt
- František Dvořák (1930–2011), český fotbalový brankář
- Svatopluk Pluskal (1930–2005), československý fotbalista
- Jaroslav Provazník (1930–2023), československý házenkář
- Jiří Kohoutek (* 1931), galerijní a muzejní pracovník, historik umění a kurátor výstav
- Jan Libíček (1931–1974), herec
- František Makeš (* 1931), český malíř, restaurátor a chemik
- Kamil Prachař (1931–2020), český divadelní herec
- Stanislav Valla (* 1931), český herec
- Jiří Kladníček (* 1932), bývalý český politik
- Pavla Lidmilová (1932–2019), česká překladatelka
- Evžen Quitt (1933–2017), český geograf a klimatolog
- Jaromír Vydra (* 1933), bývalý fotbalový brankář, trenér a funkcionář
- Libuše Niklová (1934–1981), česká designérka hraček
- Karel Brzobohatý (1935–1999), československý atlet, trenér, rozhodčí a pedagog
- Jaroslav Hovadík (1935–2011), český grafik, malíř a sochař
- Věra Nerušilová (* 1935), česká zpěvačka, herečka a šansoniérka
- John Tusa (* 1936), britský televizní žurnalista, správce umění
- Petr Brauner (* 1936), architekt
- Miloslav Petrusek (1936–2012), český sociolog
- František Vyoral (1936–2007), český hokejový brankář
- Tom Stoppard (* 1937), britský dramatik
- Václav Babula (1938–2008), český lékař, textař, básník a literát
- Věra Galatíková (1938–2007), herečka
- Milan Togner (1938–2011), český historik umění
- Josef Abrhám (1939–2022), herec
- Eva Jiřičná (* 1939), architektka
- Milán Kouba (1939–2015), český římskokatolický kněz
- Karel Pala (* 1939), český jazykovědec a vysokoškolský pedagog
- Vladimír Pýcha (1939–2017), český architekt
- Oldřich Vlček (* 1939), český herec, režisér a scenárista
- Jan Hraběta (* 1940), herec
- Pavel Prošek (* 1940), český polárník
- Jaromír Schneider (* 1940), politik
- Milan Sobotík (* 1940), český spisovatel, redaktor, knihovník a překladatel
- Pavel Hruška (1941–2017), československý atlet
- Aleš Svoboda (1941–2010), český lingvista
- Antonín Bajaja (* 1942), spisovatel
- Mojmír Bártek (* 1942), český hudební skladatel, trombonista a pedagog
- Jana Gýrová (* 1942), česká herečka
- František Králík (1942–1974), československý házenkář
- Jiří Ottopal (* 1942), bývalý fotbalista
- Jiří Prokeš (* 1942), bývalý fotbalový brankář
- Drahomíra Hofmanová (* 1943), česká herečka
- Felix Slováček (* 1943), hudebník
- Oldřich Pelčák (* 1943), český kosmonaut a vojenský letec
- Milan Ráček (* 1943), spisovatel
- Jan Dobeš (* 1944), český vědecký pracovník a fyzik
- Božena Kjulleněnová (1944–2010), česká malířka
- Benjamin Kuras (* 1944), spisovatel
- Svatopluk Pastyřík (1944–2020), český lingvista
- Pavel Pospíšil (1944–2024), česko-německý kuchař
- Alena Tichá (* 1944), česká zpěvačka populární hudby
- Bob Divílek (* 1945), kulturista, iluzionista
- Jiří Hanzal (* 1945), český archivář a historik
- Evžen Jecho (* 1945), sochař, grafik, architekt, spisovatel, novinář, pedagog a fotograf
- Stanislav Stuchlík (* 1945), český archeolog a vysokoškolský pedagog
- Antonín Tomaník (* 1945), bývalý český hokejista
- Martin Pavlíček (* 1946), bývalý československý hokejista
- Vlasta Peterková (* 1946), herečka
- Stanislav Přikryl (* 1946), bývalý hokejista
- Marie Slováková (* 1946), bývalá československá atletka
- Rudolf Veselý (* 1946), český politik
- Wabi Daněk (1947–2017), zpěvák, písničkář
- Jan Kavan (* 1947), malíř, grafik, ilustrátor a pedagog
- Marta Lužová-Hejmová (* 1947), bývalá československá reprezentantka ve stolním tenise
- Jiří Věrčák (* 1947), český režisér, scenárista a filmový pedagog
- Jiří Hlaváč (* 1948), český klarinetista, saxofonista, hudební skladatel, básník, hudební organizátor, hudební pedagog a publicista
- Jan Kantůrek (1948–2018), český překladatel
- Petr Mikeš (1948–2016), český básník, redaktor a překladatel
- Petr Robejšek (* 1948), politolog, ekonom, zakladatel strany Realisté
- Jaromír Hanačík (* 1949), bývalý český hokejista
- Jiří Malíř (* 1949), český historik
- Václav Toušek (* 1949), český geograf
- Ivana Trumpová (1949–2022), lyžařka a americká podnikatelka
- Jiří Vodák (* 1949), bývalý český hokejista
- Milan Andrýsek (* 1950), český a československý politik
- Václav Králík (1950–2012), československý hokejista
- Peter Straka (* 1950), švýcarský operní zpěvák českého původu
- Josef Jenáček (* 1951), bývalý český hokejista
- Petr Adamík (* 1952), bývalý československý hokejista
- Zuzana Bubílková (* 1952), publicistka a moderátorka
- Stanislav Devátý (* 1952), český advokát a politik
- Daniel Fajfr (* 1952), kazatel Církve bratrské
- Vladimír Hučín (* 1952), disident a válečný veterán
- Jiří Kohoutek (1952–2007), český archeolog, historik, místopředseda a sekretář
- Jiří Králík (* 1952), bývalý československý hokejový brankář
- Lubomír Ledl (1952–2021), český politik
- Ladislav Vojáček (* 1952), český právník a vysokoškolský pedagog
- Tomáš Dolák (1953–2013), hokejista
- Jana Kratochvílová (* 1953), zpěvačka
- Stanislava Nopová (* 1953), česká spisovatelka, básnířka, publicistka a vydavatelka
- Miroslava Strnadlová (* 1954), česká politička
- Marta Vavrysová (* 1954), česká malířka a výtvarnice
- Josef Čunek (* 1955), římskokatolický duchovní, jezuita a překladatel
- Jan Antonín Pitínský (* 1955), básník, spisovatel, dramatik a divadelní režisér
- Jana Janěková (* 1955), česká herečka, režisérka, fotografka a divadelní pedagožka
- Augustin Košař (* 1955), bývalý československý fotbalista
- Jan Ambrůz (* 1956), sochař
- Josef Gazda (* 1956), římskokatolický kněz
- Miroslav Kundrata (* 1956), český geograf a environmentalista
- Josef Šenkýř (1956–2000), československý reprezentant v jachtingu
- Otakar Veverka (* 1956), český hudebník a novinář
- Petr Janečka (* 1957), bývalý československý reprezentant a fotbalista
- Jan Komárek (1957–2019), český římskokatolický kněz
- Miroslav Mašláň (* 1957), český fyzik
- Jan Slovák (* 1957), český grafik, řezbář, básník a spisovatel
- Petr Šivic (* 1957), bývalý český hokejista
- Tomáš Bártek (* 1958), bývalý československý házenkář
- Irena Brabcová (* 1958), česká vodohospodářská inženýrka a politička
- František Břečka (* 1958), bývalý československý atlet
- Lukáš Evžen Martinec (* 1958), český manažer a římskokatolický kněz
- Alena Hanáková (* 1958), česká politička
- Milena Kovaříková (* 1958), česká politička
- Jiří Kašný (* 1958), český teolog a církevní právník
- Miroslav Ševčík (* 1958), český ekonom, vysokoškolský pedagog a proděkan
- Radoslav Šopík (* 1958), český herec
- Josef Ťulpík (* 1958), český politik a podnikatel
- Jiří Čunek (* 1959), politik
- Jiří Dynka (* 1959), český básník
- František Mikulička (* 1959), bývalý český fotbalista a trenér
- Oldřich Tichý (* 1959), český malíř
- Petr Vaculík (* 1959), český římskokatolický kněz
- Petr Nikl (* 1960), český malíř, hudebník, fotograf a divadelník
- Jan Novák (* 1960), bývalý československý házenkář
- Petr Hlaváček (* 1961), český architekt a urbanista
- Pavel Maňas (* 1961), český malíř
- Vojtěch Škrabal (1961–2022), český politik a lékař
- Jiří Vykoukal (* 1961), český historik
- Milada Blatná (* 1962), česká personalistka, politička a pedagožka
- Olga Charvátová (* 1962), bývalá lyžařka
- Lubomír Jedek (* 1962), bývalý motocyklový závodník
- Víťa Marčík (* 1963), hlavní představitel a zakladatel alternativního divadelního spolku Teátr Víti Marčíka, dnes Divadlo Víti Marčíka, kde působí jako scenárista, herec, režisér
- Petra Placáková (* 1963), česká malířka a grafička
- Antonín Stavjaňa (* 1963), bývalý československý hokejista a později trenér
- Eva Daňková (* 1964), česká herečka
- Petr Podaný (* 1964), bývalý československý fotbalista
- Stanislav Struhar (* 1964), rakouský spisovatel českého původu
- Richard Svoboda (* 1964), bývalý český politik
- Hana Andronikova (1965–2011), spisovatelka
- Bohumil Brhel (* 1965), bývalý československý motocyklový závodník
- Petr Hába (* 1965), český šachový velmistr
- Petr Klhůfek (* 1965), bývalý český fotbalista
- Ivo Pešat (* 1965), bývalý český hokejový brankář
- Josef Polášek (* 1965), herec
- Dušan Poloz (* 1965), český házenkářský trenér
- Jan Šťastný (* 1965), herec
- Zdeněk Julina (* 1965), herec
- Irma Valová (* 1965), bývalá československá hráčka basketbalu
- Hana Andronikova (* 1967–2011), česká spisovatelka
- Alan Černohous (* 1967), český básník, spisovatel, písničkář, cestovatel a překladatel
- Petr Fantys (* 1967), český pedagog a překladatel
- Karel Košárek (* 1967), český klavírista
- Leona Machálková (* 1967), zpěvačka
- Markéta Mayerová (* 1967), česká moderátorka
- Zuzana Lapčíková (* 1968), česká folklorní a folková zpěvačka, cimbalistka, folkloristka, scenáristka, skladatelka a aranžérka
- Michaela Blahová (* 1969), česká politička
- Tomáš Kapusta (* 1969), bývalý hokejista a trenér
- Pavel Petr (* 1969), básník
- Gustav Řezníček (* 1969), český herec
- Lubomír Traub (* 1969), český bankovní manažer
- Taťána Valentová Nersesjan (* 1969), česká politička a pedagožka
- Pavel Březina (* 1971), český hudební skladatel, textař, zpěvák a hráč na klávesové nástroje
- Roman Čechmánek (* 1971), hokejový brankář
- Ján Pardavý (* 1971), bývalý hokejista
- Tomáš Dvořák (* 1972), bývalý český atlet
- Jiří Heš (* 1972), bývalý hokejista
- Daniel Hrnčiřík (* 1972), český kytarista a zakladatel hudební skupiny Premier
- Filip Macek (* 1972), český varhaník, sbormistr, dirigent a pedagog
- Martin Motýl (* 1972), český skladatel, textař, zpěvák a kytarista
- Martin Sedlář (* 1972), český politik a podnikatel
- Aleš Dufek (* 1973), český politik a advokát
- Martin Hamrlík (* 1973), hokejista
- Václav Kadrnka (* 1973), český scenárista a režisér
- Daniel Málek ( * 1973), bývalý český plavec
- Rudolf Otepka (* 1973), bývalý fotbalista v současnosti trenér
- Robert Sedláček (* 1973), český režisér a scenárista dokumentárních i hraných filmů
- Martin Vaculík (* 1973), český psycholog a podnikatel
- Václav Báča (* 1974), český vědec a VŠ pedagog
- Nikola Brejchová (* 1974), bývalá česká atletka
- Roman Hamrlík (* 1974), hokejista
- Robert Kotzian (* 1974), český politik, právník, podnikatel a programátor-analytik
- Martin Pařízek (* 1974), bývalý fotbalista
- Marika Procházková (* 1974), česká herečka
- Petr Čajánek (* 1975), hokejista
- Mojmír Hampl (* 1975), český ekonom a spisovatel
- Eva Henychová (* 1975), česká folkoví písničkářka, textařka a hudební skladatelka křesťanského zaměření
- Slávek Horák (* 1975), český režisér a scenárista
- Petr Janda (* 1975), architekt
- Martin Jenáček (* 1975), bývalý hokejista
- Jiří Marušák (* 1975), bývalý československý hokejista
- Jiří Novák (* 1975), tenista
- Petr Šindelář (* 1975), český snowboardista
- Marta Bačíková (* 1976), česká herečka
- Martina Dlabajová (* 1976), česká politička, podnikatelka a mezinárodní konzultantka
- Miroslav Holeňák (* 1976), bývalý český fotbalista a trenér
- Pavel Mareš (* 1976), bývalý československý fotbalista
- Robert Hamrla (* 1977), bývalý hokejový brankář, podnikatel a politik
- David Hubáček (* 1977), bývalý československý fotbalista
- Vladimír Lučan (* 1977), český reprezentant v orientačním běhu
- Pavel Mojžíš (* 1977), bývalý český hokejista
- Petr Mokrejš (* 1977), bývalý český hokejista
- Petr Stuchlík (* 1977), český podnikatel, manažer a politik
- Martin Špaňhel (* 1977), bývalý český hokejista
- Jaromír Tarabus (* 1977), český automobilový jezdec rallye
- Ondřej Veselý (* 1977), bývalý český hokejista
- Roman Dobeš (* 1978), český fotbalista
- Jana Janěková (* 1978), česká filmová a divadelní herečka
- Jiří Kadeřábek (* 1978), český hudební skladatel
- Jan Mikulášek (* 1978), český divadelní režisér
- Adam Gebrian (* 1979), architekt, teoretik architektury
- Karel Rachůnek (1979–2011), hokejista
- Tomáš Šmíd (* 1979), český politolog a bezpečnostní analytik
- Otakar Šenovský (* 1979), český filmový stříhač, scenárista a režisér
- Ludmila Varmužová (* 1979), bývalá československá profesionální tenistka
- Jaroslav Kristek (* 1980), bývalý hokejista
- Martin Siničák (* 1980), český divadelní herec
- Zdeněk Šenkeřík (* 1980), bývalý český fotbalista
- Dasha (* 1981), zpěvačka a muzikálová herečka, držitelka Ceny Thálie pro rok 2010.
- Milan Karlíček (* 1981), bývalý hokejista
- Michal Smola (* 1981), orientační běžec
- Martin Šulc (* 1981), český politik
- Radka Třeštíková (* 1981), česká spisovatelka, blogerka a právnička
- Vlastimil Vidlička (* 1981) bývalý český fotbalista
- Miroslav Blaťák (* 1982), hokejista
- Tomáš Janíček (* 1982), bývalý fotbalista
- Zdeněk Lambor (* 1982), český herec
- Hana Macíčková Cahová (* 1982), česká vědkyně
- Antonín Tlusťák (* 1982), český automobilový závodník
- Tomáš Dlabaja (* 1983), bývalý český reprezentant v orientačním běhu
- Lukáš Janota (* 1983), český filmový a divadelní herec
- Karel Ševčík (* 1983), český fotograf
- Renata Voráčová (* 1983), česká profesionální tenistka
- Tomáš Kostka (* 1984), český automobilový závodník a jezdec rallye
- Jan Šimara (* 1985), český hráč deskové hry Go
- Markéta Holcmanová (* 1986), česká herečka
- Pavla Poznarová (* 1986), bývalá česká házenkářka
- Jiří Korec (* 1986), český politik a technik
- Baty Alquawen (* 1987), česká vloggerka, foodbloggerka,streamerka a profesionální cosplayerka
- Alice Konečná (* 1987), česká zpěvačka
- Adéla Sýkorová (* 1987), sportovní střelkyně, olympijská medailistka
- Lukáš Pazdera (* 1987), fotbalista
- Antonín Bořuta (* 1988), hokejista
- Tomáš Poznar (* 1988), český fotbalista
- Roman Staša (* 1988), kondiční trenér a bývalý juniorský hokejista
- Ondřej Čelůstka (* 1989), český fotbalista
- Klára Křížová (* 1989), bývalá česká alpská lyžařka
- Ilona Maňasová (* 1989), česká herečka a zpěvačka
- Martin Stašek (* 1989), český atlet
- Roman Vlach (* 1989), český hokejista
- Michal Jordán (* 1990), český hokejista
- Zdeněk Okál (* 1990), český hokejista
- Jakub Sedláček (* 1990), český hokejový brankář
- Tomáš Čelůstka (* 1991), český fotbalista
- Vlastimil Daníček (* 1991), český fotbalista
- Tomáš Hájek (* 1991), český fotbalista
- Martina Kubičíková (* 1991), česká profesionální tenistka
- Tomáš Rachůnek (* 1991), český hokejista
- Šimon Šumbera (* 1991), český fotbalista
- Petr Holík (* 1992), český hokejista
- Libor Kašík (* 1992), český hokejový brankář
- Jan Káňa (* 1992), český hokejista
- Alžběta Kolečkářová (* 1992), česká zpěvačka
- Lukáš Buchta (* 1994), hokejista
- Markéta Fridrichová (* 1995), česká topmodelka
- Štěpán Slovák (* 1998), český politik
- Karel Plášek (* 2000), český hokejista
- Tom Slončík (* 2004), český fotbalista
- Alexandr Bužek (* 2004), český fotbalista

## Osobnosti spjaté s městem
- Richard Henzler (1886–1960), spolupracovník Tomáše Bati v raných letech jeho podnikání a průkopník v oboru průmyslové výroby zdviží, vynálezce výtahu páternoster[zdroj?]
- Bohuslav Albert (1890–1952), první ředitel Baťovy nemocnice
- Jan Antonín Baťa (1898–1965), podnikatel, vlastník Baťových závodů od roku 1932, pokračovatel Tomáše Bati
- Hermína Týrlová (1900–1993), režisérka a producentka ve Zlínských filmových ateliérech
- Karel Zeman (1910–1989), režisér a producent ve Zlínských filmových ateliérech, žil a zemřel ve Zlíně
- Jaroslav Novotný (1903–1976), režisér, jeden ze zakladatelů Zlínského filmového ateliéru
- Otto Wichterle (1913–1998), vědec, pracoval ve výzkumném ústavu Baťových závodů
- Zdeněk Kovář (1917–2004), průmyslový designér a sochař
- Miroslav Zikmund (* 1919), cestovatel, žije ve Zlíně
- Jiří Hanzelka (1920–2003), cestovatel, žil ve Zlíně
- Zdeněk Miler (1921–2011), autor kreslených filmů, pracoval ve Zlínských filmových ateliérech
- Emil Zátopek (1922–2000), atlet, olympijský vítěz, žil, pracoval a trénoval ve Zlíně
- Barbora Tomšů (1987-), zdravotní sestra, oceněná za nasazení v boji proti koronaviru titulem "Osobnost roku 2020 Zlínského kraje" (4. místo)
- Karel Pavlištík (1931–2018), historik, folklorista, muzejník
- Alois Skoumal (1933–2010), umělecký vedoucí záv. klubu, muzikolog, zasloužil se o rozvoj folkloru na Zlínsku[2]
- Robert Býček (* 1968), mistr světa v kickboxu, žije ve Zlíně